# Jerzy Sulikowski (pianista)
Jerzy Sulikowski (ur. 13 marca 1938 w Wojkowicach) – polski pianista, profesor nadzwyczajny sztuk muzycznych, związany z Akademią Muzyczną im. Feliksa Nowowiejskiego w Bydgoszczy oraz z Akademią Muzyczną im. Stanisława Moniuszki w Gdańsku.

## Życiorys
Pochodzi z rodziny o tradycjach muzycznych. Jego matka, Wanda Lehr-Sulikowska była pianistką, ukończyła Warszawskie Konserwatorium Muzyczne w klasie Józefa Turczyńskiego (m.in. razem z Witoldem Małcużyńskim). Ukończył Państwową Wyższą Szkołę Muzyczną w Sopocie w klasie fortepianu prof. Z. Śliwińskiego. Kontynuował studia muzyczne w zakresie pianistyki w Paryżu u Suzanne Roche i Vlado Perlemutera. W 1967 został laureatem I nagrody w Międzynarodowym Konkursie Muzycznym w Genewie.
Pracował jako profesor klasy fortepianu w bydgoskiej i gdańskiej Akademii Muzycznej. W uczelni gdańskiej uzyskał w 1967 stanowisko adiunkta, w 1972 – docenta, a tytuł profesora nadzwyczajnego otrzymał w 1983. Z bydgoską Akademią Muzyczną jest związany od 1980. Od 1984 był kierownikiem katedry fortepianu tej uczelni, z pięcioletnią przerwą (1991–1996), podczas której był profesorem Akademii Muzycznej Musashino w Tokio. W latach 1987–1990 zajmował stanowisko dziekana Wydziału Instrumentalnego Akademii Muzycznej w Bydgoszczy. Od 1964 jest członkiem Stowarzyszenia Polskich Artystów Muzyków.

### Działalność artystyczna i naukowa
Jerzy Sulikowski współpracował z Akademiami Muzycznymi w Katowicach, Warszawie, Krakowie, Poznaniu. Wypromował około 60 magistrów, w tym 12 w Japonii. Był promotorem i recenzentem w przewodach kwalifikacyjnych I i II stopnia oraz na tytuł profesora. Jego uczniami byli m.in. Ewa Pobłocka i Waldemar Malicki.
Jest zapraszany jako wykładowca na mistrzowskie kursy, m.in. do Wiednia i Dusznik-Zdroju. Jego wychowankowie, studenci i absolwenci klasy fortepianu, są laureatami licznych konkursów pianistycznych. Był głównym inicjatorem wznowienia i kontynuacji Międzynarodowego Konkursu Pianistycznego im. I.J. Paderewskiego w Bydgoszczy. Zasiada każdorazowo w jury tego konkursu bądź mu przewodniczy. Koncertował w wielu krajach Europy, a także w Chinach, na Kubie i w Japonii.

## Życie prywatne
Jerzy Sulikowski jest żonaty z pianistką; jego syn Jan kontynuuje rodzinne tradycje muzyczne jako śpiewak (tenor) w Lipsku.

## Odznaczenia
Jerzy Sulikowski został odznaczony Krzyżem Kawalerskim Orderu Odrodzenia Polski oraz wyróżniony licznymi odznakami honorowymi i nagrodami Ministra Kultury. W 2010 otrzymał Srebrny Medal „Zasłużony Kulturze Gloria Artis”.

## Nagrody
- 2012 – Laureat Nagrody Prezydenta Miasta Gdańska w Dziedzinie Kultury[3]